# Rio Whiteshell
O Rio Whiteshell é um dos principais rios do Parque Provincial Whiteshell, no sudeste de Manitoba, no Canadá, perto da fronteira com Ontário.